# Jokum Rohde
Jokum Rohde, född 4 januari 1970 i Köpenhamn, är en dansk dramatiker och romanförfattare. Han är son till skådespelaren Christiane Rohde och bildkonstnären Per Arnoldi.

## Biografi
Jokum Rohde studerade teatervetenskap och filosofi vid Köpenhamns universitet. Rohde är en av Danmarks mest uppmärksammade dramatiker och det är framförallt som dramatiker han gjort sig märkbar. Han debuterade 1993 med To dage ud fra lørdag nat som uppfördes av Fiolteatret i Köpenhamn. Året därpå kom debutromanen Jonas' bog. Han har skrivit ett tjugutal pjäser. Flera av urpremiärerna har regisserats av Katrine Wiedemann. 2008 blev han husdramatiker vid Det Kongelige Teater. 2006 spelade Dramaten Pinocchios aska (Pinnocchios aske) i översättning av Clemens Altgård och i regi av Anna Novovic med bland andra Lars Amble, Torkel Petersson, Rolf Skoglund och Nadja Weiss i rollerna. Pjäsen hade urpremiär på Det Kongelige 2005 och spelades samma år även av Odense Teater. För den pjäsen tilldelades han Reumert-Prisen som årets dramatiker 2005.
Hans estetik glider mellan klassiskt drama och politisk thriller med drag av film noir. Han kan låta gåtor glida in i varandra och skapar på så vis tvetydighet. Pjäserna utspelar sig gärna i samhällets utkanter och med en till synes realistisk ram öppnas dörrar till säregna sociala och psykologiska världar.